# Gracilaria
Gracilaria és un gènere d'algues roges (Rhodophyta) important econòmicament perquè són algues comestibles. Se'n cultiven diverses espècies. Al Japó la forma comestible preparada rep el nom d'ogonori.

## Distribució
Gracilaria bursa-pastoris (S.G.Gremlin) Silva i Gracilaria multipartita (Clemente) Harvey s'han establert des de fa temps al sud d'Anglaterra i al nord-oest de França però es confonen amb Gracilaria gracilis (Stackhouse) Steentoft, L.Irvine & Farnham i Gracilariopsis longissima (S.G.Gmelin) Steentoft, L. Irvine & Farnham, (com Gracilaria verrucosa (Hudson) Papenfuss o Gracilaria confervoides (L.) Greville) (Steentoft et al. 1995).

## Aquaris
Gracilaria és una macroalga que es ven per als aquaris. Fa de refugi pels peixos de l'aquari i és comestible per molts dels peixos.

## Taxonomia
Segons World Register of Marine Species (2013).
- Gracilaria abbottiana M.D.Hoyle, 1978
- Gracilaria abyssalis Gurgel i Yoneshigue-Valentin, 2008
- Gracilaria aculeata (Hering) Papenfuss, 1967
- Gracilaria aggregata J.D.Hooker & Harvey, 1845
- Gracilaria ambigua Greville, 1935
- Gracilaria apiculata P.L.Crouan & H.M.Crouan, 1865
- Gracilaria apiculifera J.Agardh, 1901
- Gracilaria arcuata Zanardini, 1858
- Gracilaria armata (C.Agardh) Greville, 1830
- Gracilaria articulata C.F.Chang & B.M.Xia, 1976
- Gracilaria ascidiicola E.Y.Dawson, 1961
- Gracilaria attenuata (M.Umamaheswara Rao) V.Krishnamurthy
- Gracilaria birdiae Palastino & E.C.Oliveira, 2002
- Gracilaria blodgettii Harvey, 1853
- Gracilaria brasiliensis Gurgel & Yoneshigue-Valentin, 2008
- Gracilaria brevis W.R.Taylor, 1945
- Gracilaria bursa-pastoris (S.G.Gmelin) P.C.Silva, 1952
- Gracilaria caerensis (A.B.Joly & Pinheiro) A.B.Joly & Pinheiro, 1966
- Gracilaria camerunensis Pilger, 1911
- Gracilaria canaliculata Sonder, 1871
- Gracilaria capensis F.Schmitz ex Mazza, 1907
- Gracilaria cerrosiana W.R.Taylor, 1945
- Gracilaria cervicornis (Turner) J.Agardh, 1852
- Gracilaria changii (B.M.Xia & I.A.Abbott) I.A.Abbott, J.Zhang & B.M.Xia, 1991
- Gracilaria chilensis C.J.Bird, McLachlan & E.C.Oliveira, 1986
- Gracilaria chondracantha (Kützing) Millar, 2005
- Gracilaria chondroides (Kützing) P.L.Crouan & H.M.Crouan, 1878
- Gracilaria chouae Zhang & B.M.Xia, 1992
- Gracilaria cliftonii Withell, A.J.K.Millar & Kraft, 1994
- Gracilaria comosa Withell, A.J.K.Millar & Kraft, 1994
- Gracilaria conferta (Schousboe ex Montagne) Montagne, 1846
- Gracilaria corallicola Zanardini, 1865
- Gracilaria corniculata (C.Agardh) J.Agardh
- Gracilaria coronopifolia J.Agardh, 1852
- Gracilaria corticata (J.Agardh) J.Agardh, 1852
- Gracilaria crispata Setchell & Gardner, 1924
- Gracilaria crockeri E.Y.Dawson, 1949
- Gracilaria cuneata Areschoug, 1854
- Gracilaria cuneifolia (Okamura) I.K.Lee & Kurogi, 1977
- Gracilaria curtissiae J.Agardh, 1885
- Gracilaria cylindrica Børgesen, 1920
- Gracilaria damaecornis J.Agardh, 1852
- Gracilaria dawsonii Hoyle, 1994
- Gracilaria debilis (Forsskål) Børgesen, 1932
- Gracilaria dendroides Gargiulo, De Masi & Tripodi, 1985
- Gracilaria denticulata F.Schmitz ex Mazza, 1907
- Gracilaria disputabilis (M.Bodard) M.Bodard, 1967
- Gracilaria disticha (J.Agardh) J.Agardh, 1852
- Gracilaria divaricata Harvey, 1853
- Gracilaria divergens (C.Agardh) J.Agardh, 1847
- Gracilaria domingensis (Kützing) Sonder ex Dickie, 1874
- Gracilaria dotyi Hoyle, 1977
- Gracilaria dumosa Harvey & J.W.Bailey, 1862
- Gracilaria dura (C.Agardh) J.Agardh, 1842
- Gracilaria ecuadoreanus (W.R.Taylor) E.Y.Dawson, 1949
- Gracilaria ephemera Skelton, South & Millar, 2004
- Gracilaria epihippisora Hoyle, 1977
- Gracilaria fanii B.M.Xia & Pan, 1995
- Gracilaria firma Chang & Xia, 1976
- Gracilaria flabelliformis (P.L.Crouan & H.M.Crouan) Fredericq & Gurgel, 2004
- Gracilaria flagelliformis (Sonder) Womersley, 1996
- Gracilaria foliifera (Forsskål) Børgesen, 1932
- Gracilaria fruticosa Harvey, 1855
- Gracilaria galetensis C.F.D.Gurgel, S.Fredericq, & J.N.Norris, 2004
- Gracilaria gigartinoides (P.L.Crouan & H.M.Crouan) P.L.Crouan & H.M.Crouan, 1866
- Gracilaria gigas Harvey, 1860
- Gracilaria glomerata Zhang & B.M.Xia, 1994
- Gracilaria gracilis (Stackhouse) M.Steentoft, L.M.Irvine & W.F.Farnham, 1995
- Gracilaria hainanensis C.F.Chang & B.M.Xia, 1976
- Gracilaria halogenea A.J.K.Millar, 1990
- Gracilaria hancockii E.Y.Dawson, 1944
- Gracilaria hauckii P.C.Silva, 1996
- Gracilaria hayi Gurgel, Fredericq & J.N.Norris, 2004
- Gracilaria hermonii Millar, 2004
- Gracilaria heteroclada (Montagne) Feldmann & G.Feldmann, 1943
- Gracilaria hikkaduwensis Durairatnam, 1962
- Gracilaria howensis Lucas, 1935
- Gracilaria incrustata J.Agardh, 1901
- Gracilaria incurvata Okamura, 1931
- Gracilaria intermedia J.Agardh, 1901
- Gracilaria irregularis I.A.Abbott, 1988
- Gracilaria isabellana Gurgel, Fredericq & J.N.Norris, 2004
- Gracilaria kanyakumariensis Umamaheswara Rao, 1974
- Gracilaria kilakkaraiensis V.Krishnamurthy & Rajendran, 1987
- Gracilaria lacerata Setchell & Gardner, 1924
- Gracilaria latifronds P.L.Crouan & H.M.Crouan, 1865
- Gracilaria longa Gargiulo, De Masi & Tripodi, 1987
- Gracilaria longirostris Zhang & Wang, 1995
- Gracilaria longissima (S.G.Gmelin) Steentoft, L.M.Irvine & Farnham, 1995
- Gracilaria mamillaris (Montagne) Howe
- Gracilaria mammillaris (Montagne) M.A.Howe, 1918
- Gracilaria manilaensis Yamamoto & Trono, 1994
- Gracilaria mannarensis Umamaheswara Rao, 1974
- Gracilaria mannariensis Umamaheswara Rao, 1974
- Gracilaria maramae G.R.South, 1995
- Gracilaria marcialana E.Y.Dawson, 1949
- Gracilaria mayae A.J.K.Millar, 1997
- Gracilaria megaspora (E.Y.Dawson) Papenfuss, 1967
- Gracilaria mexicana (Kützing) P.L.Crouan & H.M.Crouan, 1878
- Gracilaria microdendron J.Agardh, 1901
- Gracilaria millardetii (Montagne) J.Agardh, 1885
- Gracilaria minor (Sonder) Durairatnam, 1961
- Gracilaria minuta Lewmanomont, 1994
- Gracilaria mixta I.A.Abbott, J.Zhang & B.M.Xia, 1991
- Gracilaria multipartita (Clemente) Harvey, 1846
- Gracilaria occidentalis (Børgesen) M.Bodard, 1965
- Gracilaria oliveirarum Gurgel, Fredericq & J.N.Norris, 2004
- Gracilaria opuntia Durairatnam, 1962
- Gracilaria ornata Areschoug, 1854
- Gracilaria pachydermatica Setchell & Gardner, 1924
- Gracilaria pacifica I.A.Abbott, 1985
- Gracilaria palmettoides P.L.Crouan & H.M.Crouan, 1865
- Gracilaria papenfussii I.A.Abbott, 1983
- Gracilaria parvispora I.A.Abbott, 1985
- Gracilaria patens P.L.Crouan & H.M.Crouan, 1865
- Gracilaria pauciramosa (N.Rodríguez de Ríos) A.M.Bellorin, M.C.Oliveira, & E.C.Oliveira
- Gracilaria percurrens (I.A.Abbott) I.A.Abbott, 1991
- Gracilaria perplexa Byrne, K., Zuccarello, G.C., West, J., Liao, M.-L.& Kraft, G.T., 2002
- Gracilaria peruana Piccone & Grunow, 1886
- Gracilaria pinnata Setchell & N.L.Gardner, 1924
- Gracilaria prolifica (Kützing) P.L.Crouan & H.M.Crouan, 1878
- Gracilaria protea J.Agardh, 1901
- Gracilaria pudumadamensis V.Krishnamurthy & N.R.Rajendran, 1987
- Gracilaria pulvinata Skottsberg, 1923
- Gracilaria punctata (Okamura) Yamada, 1941
- Gracilaria pygmaea Børgesen, 1937
- Gracilaria pygmaea V.J.Chapman, 1979
- Gracilaria ramisecunda E.Y.Dawson, 1949
- Gracilaria reptans (Weber-van Bosse) P.C.Silva, 1996
- Gracilaria rhodocaudata Yamamoto & Kudo, 1995
- Gracilaria rhodymenioides A.J.K.Millar, 1997
- Gracilaria robusta Setchell, 1899
- Gracilaria rubra (C.Agardh) J.Agardh
- Gracilaria rubra C.F.Chang & B.M.Xia, 1976
- Gracilaria rubrimembra E.Y.Dawson, 1949
- Gracilaria salicornia (C.Agardh) E.Y.Dawson, 1954
- Gracilaria salzmannii Bornet ex Möbius, 1889
- Gracilaria secunda (C.Agardh) Zanardini, 1840
- Gracilaria secundata Harvey, 1863
- Gracilaria shimodensis Terada, R.& Yamamoto, H., 2000
- Gracilaria skottsbergii W.R.Taylor, 1945
- Gracilaria smithsoniensis Gurgel, Fredericq & J.N.Norris, 2004
- Gracilaria spinigera E.Y.Dawson, 1949
- Gracilaria spinuligera Børgesen, 1952
- Gracilaria spinulosa (Okamura) Chang & B.M.Xia, 1976
- Gracilaria srilankia (Chang & B.Xia) Withell, A.J.K.Millar & Kraft, 1994
- Gracilaria stellata I.A.Abbott, Zhang & B.M.Xia, 1991
- Gracilaria stipitata A.F.Withell, A.J.K.Millar & Kraft, 1994
- Gracilaria sublittoralis Yamada & Segawa ex H.Yamamoto, 1994
- Gracilaria subsecundata Setchell & N.L.Gardner, 1924
- Gracilaria subtilis (B.M.Xia & I.A.Abbott) B.M.Xia & I.A.Abbott, 1991
- Gracilaria sullivanii Yamamoto & Trono, 1994
- Gracilaria symmetrica E.Y.Dawson, 1949
- Gracilaria taiwanensis S.-M.Lin, L.-C.Liu & Payri, 2012
- Gracilaria tenuistipitata C.F.Chang & B.M.Xia, 1976
- Gracilaria tepocensis (E.Y.Dawson) E.Y.Dawson, 1961
- Gracilaria textorii (Suringar) De Toni, 1895
- Gracilaria tikvahiae McLachlan, 1979
- Gracilaria truncata Kraft, 1977
- Gracilaria turgida E.Y.Dawson, 1949
- Gracilaria tuticorinensis V.Krishnamurthy & Rajendran, 1987
- Gracilaria vanbosseae (I.A.Abbott) I.A.Abbott, 1991
- Gracilaria veloroae E.Y.Dawson, 1944
- Gracilaria venezuelensis W.R.Taylor, 1942
- Gracilaria vermiculata P.J.L.Dangeard, 1949
- Gracilaria vermiculophylla (Ohmi) Papenfuss, 1967
- Gracilaria vieillardii P.C.Silva, 1987
- Gracilaria vieirae M.P.Reis, 1977
- Gracilaria yamamotoi Zhang & B.M.Xia, 1994
- Gracilaria yinggehaiensis Xia & Wang, 2002
- Gracilaria yoneshigueana Gurgel, Fredericq & J.N.Norris, 2004
- Gracilaria beckeri (J.Agardh) Papenfuss, 1952
- Gracilaria indica Umamaheswara Rao, 1974